# دهه ۹۴۰ (میلادی)
دهه ۹۴۰ (میلادی) دهه نود و چهارم تقویم میلادی است.

## درگذشتگان
‎